# František Boček (motocyklový závodník)
František Boček (21. června 1935, Spálené Poříčí – 21. července 1969, Brno) byl český silniční motocyklový závodník závodicí v seriálu MotoGP.

## Závodní kariéra
Závodil jako tovární jezdec na motocyklu ČZ i Jawa. Po smrti Stanislava Maliny se stal týmovou jedničkou ČZ a získal titul mistra republiky do 125 cm³ a druhé místo do 350 cm³. Startoval na Tourist Trophy 1965 ve třídě do 125 cm³, ale nedokončil pro závadu. V roce 1966 skončil ve stejné třídě na 5. místě. Od roku 1968 byl továrním jezdcem Jawy.
Při závodu mistrovství světa 1969 v Brně havaroval v pravotočivé zatáčce na Veselce na rozteklém asfaltu, s poraněním hlavy upadl do bezvědomí, byl převezen do nemocnice a následující den zemřel.

## Úspěchy
- 1965 29. místo v mistrovství světa třídy do 125 cm³ – motocykl ČZ
- 1966 5. místo Tourist Trophy do 125 cm³ – motocykl ČZ
- 300 ZGH
  - 1961 2. místo do 175 cm³
  - 1963 2. místo do 125 cm³ a 3. místo do 175 cm³
  - 1965 1. místo do 125 cm³ a 2. místo do 350 cm³
  - 1966 3. místo do 125 cm³ a 3. místo do 350 cm³
  - 1969 1. místo do 250 cm³